# Måsøy
70°59′47″N 24°38′50″Ø / 70.99639°N 24.64722°Ø
Måsøy kommune (nordsamisk: Muosátsullo gielda) ligger i Troms og Finnmark fylke i Norge. Kommunen består af øerne Ingøy, Rolvsøy, Hjelmsøy, Måsøy og Havøya, hvor kommunecentret Havøysund ligger. På fastlandssiden grænser kommunen til Kvalsund, Porsanger og Nordkap kommuner.

## Kendte måsøyværinger
- Magnus Brostrup Landstad (1802–1880), præst og salmedigter
- Johannes Olai Olsen († 1974), fisker, politiker, stortingsmand
- Selmer Nilsen († 1991), fisker, spion
- Kåre Ellingsgård, politiker, statssekretær († 2017)
- Oddvar J. Majala (1932–), fisker, politiker, stortingsmand
- Aagot Vinterbo-Hohr (1936–), lyriker